# Charlotte de La Gournerie
Charlotte de La Gournerie (* 15. Januar 1989) ist eine französisch-dänische Filmproduzentin.
La Gournerie erhielt 2013 ihren Bachelor-Abschluss im Bereich Animation an der Gobelins, l'école de l'image. Zuvor machte sie 2019 einen Abschluss in Kommunikation an der Universität Rennes 2. Weitere Ausbildung erhielt sie 2014 bei Animation Sans Frontières, 2018 gehörte sie zu den Berlinale Talents. 2014 ging sie zur Produktionsfirma Sun Creature, die sie mitbegründete. 2017 war sie als Produzentin an der Serie The Heroic Quest of the Valiant Prince Ivandoe beteiligt, zuvor verantwortete sie 2015 den Kurzfilm The Reward: Tales of Alethrion – The First Hero. 2021 folgte mit Flee ihre erste Langfilmdokumentation.
Gemeinsam mit Monica Hellström, Jonas Poher Rasmussen und Signe Byrge Sørensen wurde sie für Flee bei der Oscarverleihung 2022 für den Oscar in den Kategorien Bester Dokumentarfilm und bester animierter Spielfilm nominiert. Weitere Nominierungen folgten u. a. bei den British Academy Film Awards 2022, den Gotham Awards 2021 und den Independent Spirit Awards 2022. 2021 gewannen sie den Filmpreis des Nordischen Rates und den Robert.
Im Jahr 2022 wurde sie in die Academy of Motion Picture Arts and Sciences (AMPAS) berufen, die alljährlich die Oscars vergibt.